# 静岡市立静岡看護専門学校
静岡市立静岡看護専門学校（しずおかしりつ しずおかかんごせんもんがっこう）とは、静岡市駿河区南八幡町にある公立専修学校。静岡市が運営する。

## 構成学科
- 看護科（全日制 3年課程）

## 所在地
- 〒422-8074 静岡県静岡市駿河区南八幡町8番1号

## 沿革
- 1970年（昭和45年）4月1日 - 静岡市立高等看護学院として開校。
- 1976年（昭和51年）11月1日 - 静岡市立看護専門学校に名称変更。
- 1993年（平成6年）4月 - 静岡市追手町から旧国鉄宿舎跡地に建設された現校舎へ移転[1][2]。
- 2002年（平成15年）4月1日 - 静岡市立静岡看護専門学校に名称変更。

## 交通機関
- しずてつジャストライン　「ＪＲ静岡駅」バス停
  - 21番のりば：みなみ線（内回り）、石田バス停下車（所要時間10分 徒歩2分）
  - 21番のりば：石田街道線、中田三丁目バス停下車（所要時間10分 徒歩5分）